# Peltier-Kanal
Der Peltier-Kanal (französisch Chenal Peltier) ist eine 10 km lange Meerenge mit nordost-südwestlicher Ausrichtung westlich der Antarktischen Halbinsel. Im Palmer-Archipel trennt er die Doumer- von der Wiencke-Insel.
Entdeckt wurde der Kanal bei der Vierten Französischen Antarktisexpedition (1903–1905) unter der Leitung des Polarforschers Jean-Baptiste Charcot. Dieser benannte ihn nach dem französischen Physiker Jean Peltier (1785–1845).